# Feinkost (Kulturzentrum)

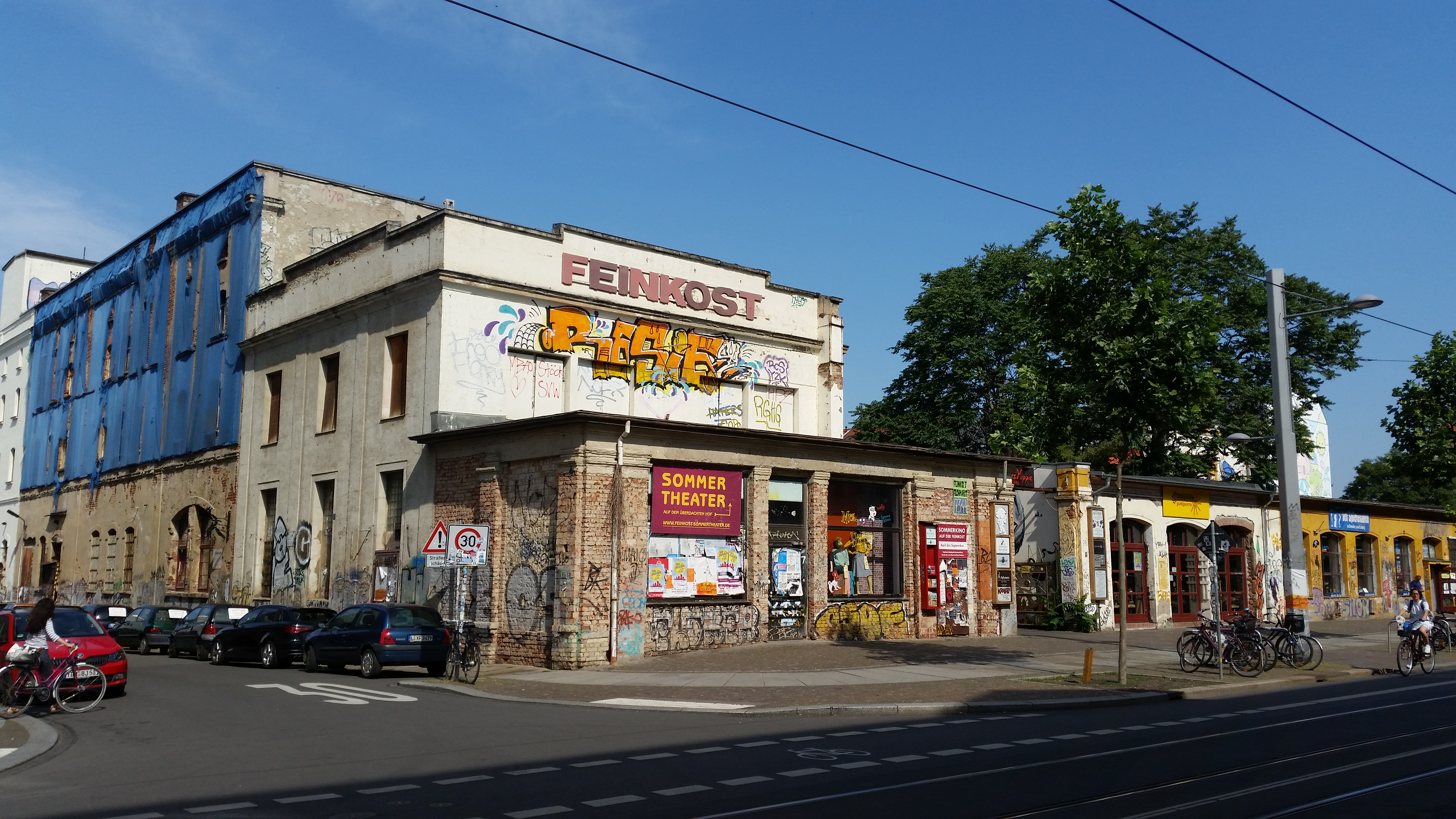
Die Feinkost von der Karl-Liebknecht-Straße aus gesehen.

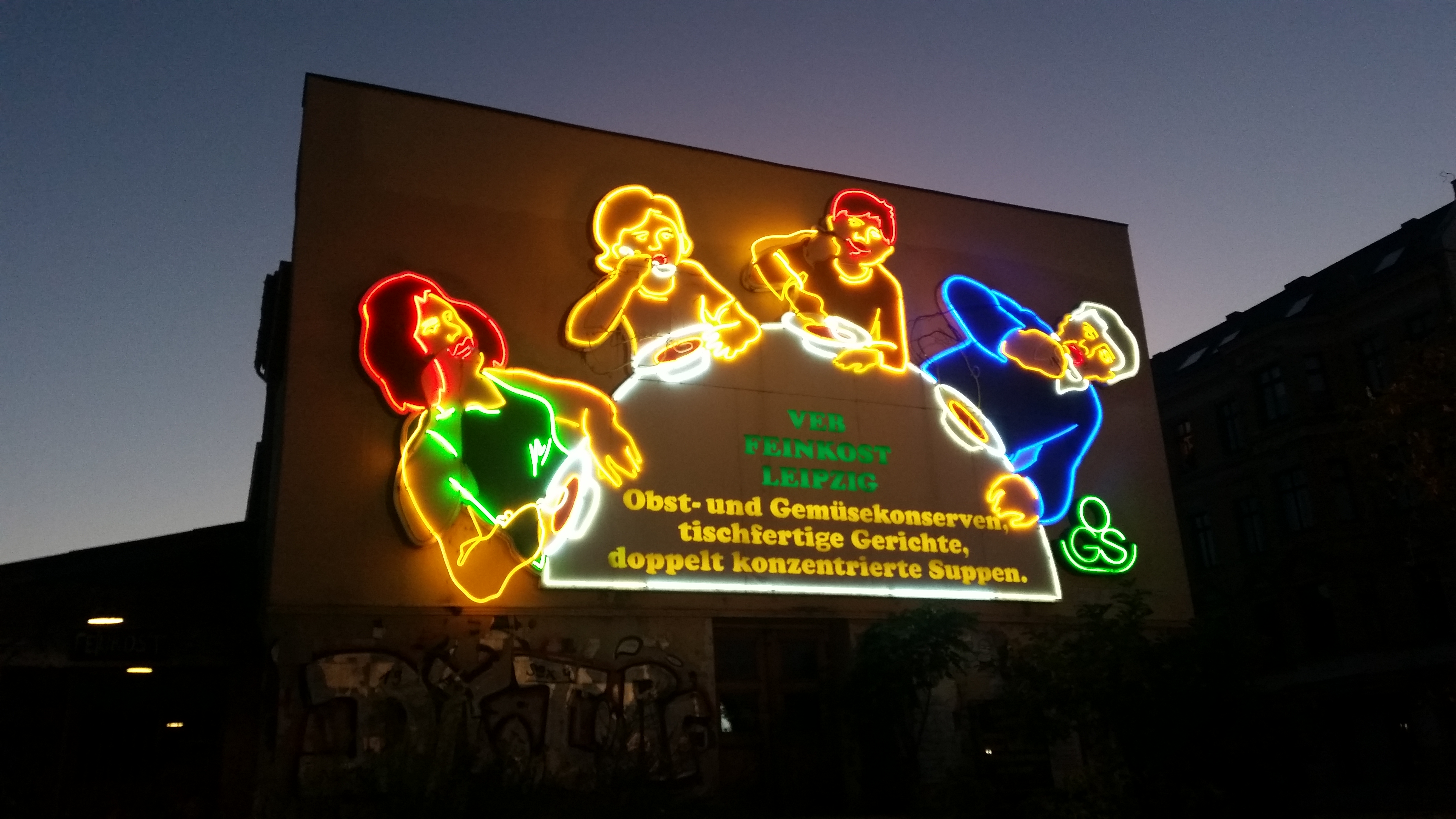
Die Leuchtreklame 'Löffelfamilie'

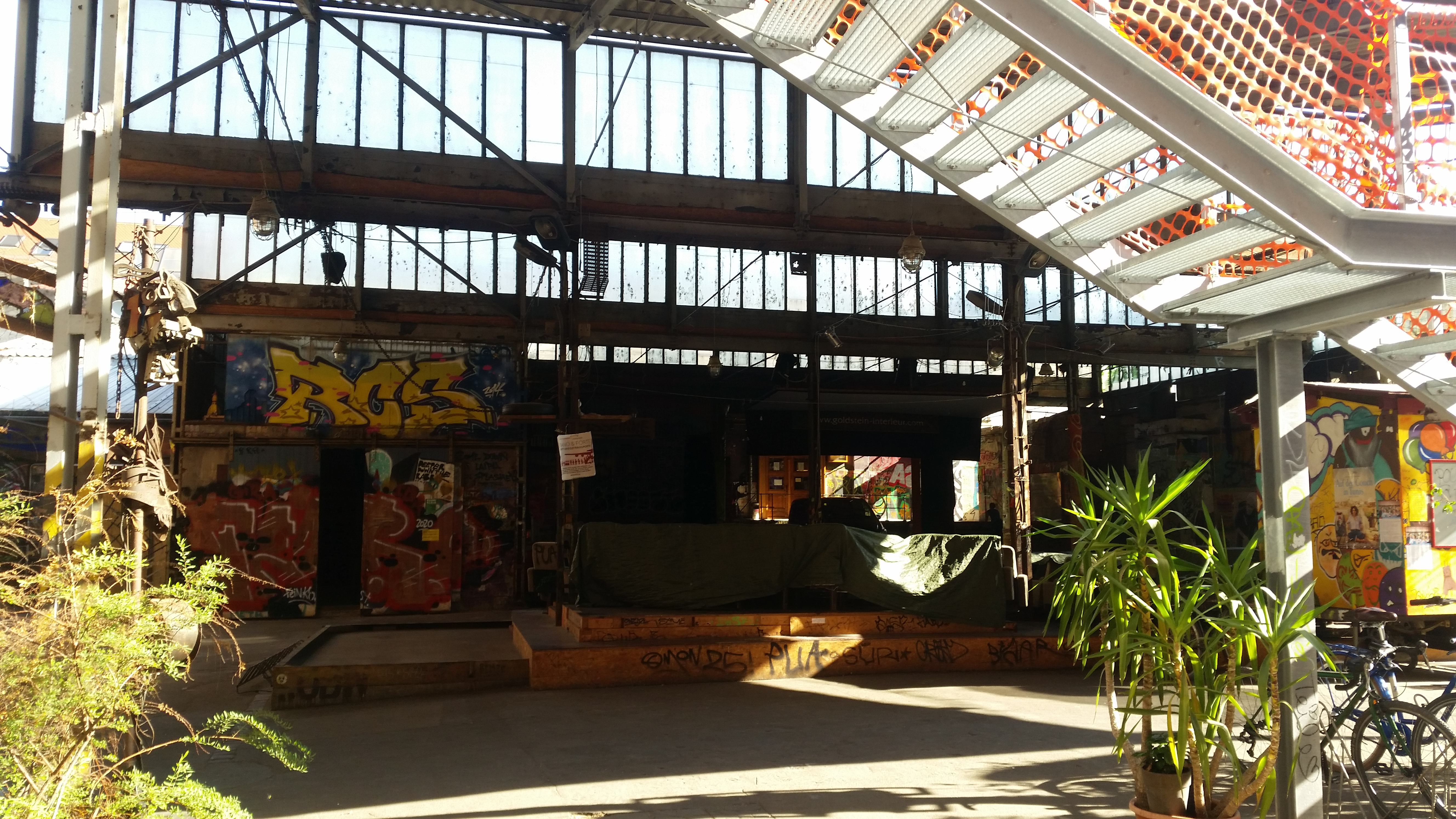
Der Innenhof der Feinkost

Die Feinkost ist ein Kulturzentrum in einem ehemaligen Fabrikgelände in der Inneren Südvorstadt von Leipzig. Betreiber des Geländes ist die Kunst- und Gewerbegenossenschaft Feinkost eG. Die Gebäude sind mit ihrer über 150-jährigen Geschichte historisch und architektonisch bedeutsam und stehen unter Denkmalschutz.

## Beschreibung
Das Gelände wird von vielfältigen Gewerben wie unter anderem Gastronomie, Lebensmittel- und Einzelhandelsgeschäften sowie Kunsthandwerk genutzt, die sich in der Kunst- und Gewerbegenossenschaft Feinkost zusammengeschlossen haben. In der oberen Etage ist eine Bürogemeinschaft ansässig. Auf dem Innenhof der Feinkost findet monatlich ein Flohmarkt statt, in den Sommermonaten werden allabendlich Theater- und Kinovorführungen veranstaltet.

## Geschichte des Feinkostgeländes

### 1852 bis 1921
Das Feinkostgelände wurde ursprünglich als Brauerei erbaut, in der Nachbarschaft verläuft heute die Braustraße. Im Jahr 1852 wurde die Langesche Bierbrauerei von Carl August Friedrich Lange an der damaligen Chaussee nach Connewitz gegründet und 1857 in die Aktiengesellschaft Vereins-Bier-Brauerei zu Leipzig umgewandelt. Das Areal befand sich zu dieser Zeit noch außerhalb der Stadt und war ein beliebtes Ausflugsziel. Aufgrund der wirtschaftlichen Rezession seit Ausbruch des Ersten Weltkriegs übernahm 1921 die Plagwitzer Brauerei C.W. Naumann AG den Betrieb und legte die Produktion still.
Die Gebäude wurden danach von der 1925 gegründeten Grundbesitz-AG zu Leipzig verwaltet. Firmen wie unter anderem die Vereinigten Konservenfabriken Karl v. Hausen und Söhne, die Niederlassungen der Weinessig- und Gurkenkonservenfabriken L. Hirsch aus Schweinfurt und Düsseldorf und Arthur Schindlers Thüringia Marmeladen und Muskocherei GmbH zogen nun in die Gebäude ein.
Der Gildensaal als großer Raum für Theater und Festivitäten, der Gildenkeller und kleinere Gesellschaftsräume wurden mit den Restaurationsgebäuden an der damaligen Zeitzer Straße (heute Karl-Liebknecht-Straße) verbunden und für zahlreiche kulturelle Veranstaltungen genutzt, u. a. vom Leipziger Billard-Club, dem Photoverein und der Deutschen Kakteen-Gesellschaft. Das 1930 von den Leipziger Malern und Grafikern Martin Mendelsohn und Siegfried Wisch gegründete literarische Kabarett Litfaßsäule trat zunächst mit selbstgebauten Requisiten auf einer improvisierten Bühne im großen Gildensaal und später im Restaurationsbetrieb Südbräu auf. Neben Laienschauspielern aus der Arbeiterklasse, waren auch Schauspieler und Sänger anderer Leipziger Theater wie Jenita Santas, Fred Wald, Erna Orth und Werner Wieland Mitglieder des Ensembles. Mit Texten von Autoren wie Rolf Sievers, Erich Kästner, Stefan Zweig und Bertolt Brecht trat die Litfaßsäule der Ideologie des Nationalismus und Rassenhass entgegen.

### Zeit des Nationalsozialismus (1933 bis 1945)
Nach der Machtergreifung der Nationalsozialisten wurde der Betrieb im Februar 1933 eingestellt und im selben Jahr die damalige Zeitzer Straße in Adolf-Hitler-Straße umbenannt. Während des Zweiten Weltkriegs diente das Gelände der Unterbringung von Zwangsarbeitern. Während die Konserven- und Marmeladenproduktion auf dem ehemaligen Brauereigelände fortgeführt wurden, erfuhr der Gildensaal eine Umgestaltung und wurde zunächst als Versammlungshalle genutzt. Ab Dezember 1941 erfolgte die Anmietung des Saals als Schlafsaal und des ersten Kellergeschosses für Wasch- und Essgelegenheiten sowie als Aufenthaltsraum zur Einrichtung eines „Ausländerlagers“ durch die Junkers Flugzeug- und Motorenwerke AG Dessau für ihre am Flughafen Leipzig-Mockau ansässige Flugzeugbau-Werft.
Ab Februar 1943 war das Lager als „Gemeinschaftslager Südbräu“ eins von drei Zwangsarbeiterlagern der Wirtschaftskammer Leipzig. Die bis zu 185 Frauen und Männer aus Frankreich, Belgien, der Ukraine, Ungarn und Polen arbeiteten für 96 Betriebe in Leipzig. Durch Bombentreffer am 27. Februar 1945 wurde der Gildensaal zerstört, die Kellergeschosse blieben unversehrt. Nach notdürftiger Instandsetzung wurden ab Mitte März bereits wieder 100 Menschen untergebracht. Erst Ende April 1945 endete die Zwangsunterbringung.

### 1952 bis 1992
Nach Kriegsende wurde das Feinkostgelände zunächst vom Trümmerschutt befreit. In den unbeschädigten Gebäuden setzte man die Konservenproduktion fort. In der DDR-Zeit wurden 1952 die auf dem Areal ansässigen Firmen zum VEB Leipziger Feinkost zusammengeführt. Dieser produzierte fortan Gemüse-, Obst- und Fleischkonserven, Spirituosen, Obstpulpe, Marmeladen und Essig. Die Produktionsstätte des VEB Leipziger Feinkost erstreckte sich über das gesamte ehemalige Brauereigelände mit drei teilweise überdachten Werkhöfen, den riesigen Kellergewölben sowie dem wieder aufgebauten Gildensaal. Dieser wurde zur größten Produktionshalle des Areals, wo unter anderem das Obst und Gemüse sortiert, eingekocht und abgefüllt wurde. Ende der 1950er Jahre beschäftigte der VEB Leipziger Feinkost mehr als 250 Mitarbeiter, die meisten davon Frauen. Mit den Feinkost-Konserven wurde der Handel beliefert, aber auch die Leipziger Messe sowie die Nationale Volksarmee. An den VEB Leipziger Feinkost erinnert heute noch die Löffelfamilie, eine großformatige Leuchtreklame mit Bewegungseffekt.

### Seit 1992
Nach der Wende wurde die VEB Leipziger Feinkost durch die Treuhandanstalt aufgelöst und die Produktion auf dem Gelände 1992 stillgelegt. In die Werkverkaufsstelle zog ein Discounter ein und auf dem weitläufigen Gelände ließen sich nach und nach Künstler, Kreative und kleinere Gewerbetreibende nieder. Im Laufe der Zeit gab es immer wieder Pläne der Treuhandliegenschaftsgesellschaft (TLG) zur Veräußerung des Feinkostareals. Mitte der 2000er Jahre strebte die TLG den großflächigen Abriss der mittlerweile unter Denkmalschutz stehenden Gebäude an. Die Interessengemeinschaft Feinkost sammelte unter dem Motto „Milieuschutz Feinkost Leipzig“ ca. 13.000 Unterschriften und legte der Stadt eigene Nutzungspläne für den vorderen Hof vor.
2004 gründete sich die Kunst- und Gewerbegenossenschaft Feinkost eG, um das heute noch erhaltene vordere Gebäudeensemble als Kultur- und Gewerbehof der Öffentlichkeit weiterhin zugänglich zu machen. Sie ist ein Zusammenschluss von auf dem Gelände ansässigen Handwerkern, Händlern, Dienstleistern und Künstlern und zählt 20 Mitglieder (Stand 2020). Nach erfolgter öffentlicher Ausschreibung für das Areal an der Karl-Liebknecht-Straße wurde 2007 die Kunst- und Gewerbegenossenschaft Feinkost eG Eigentümerin des Geländes. Im selben Jahr ließ die TLG den letzten Durchgang zum zweiten Feinkosthof schließen, die dortigen Gebäude abreißen und Platz für einen Discounter schaffen.
Ziel für die zukünftige Nutzung ist der größtmögliche Erhalt der charakteristischen Eigenschaften und das Bewahren des Zeugniswertes der Gebäude.